# Lista orașelor din Transnistria
Lista orașelor din Transnistria:
- Orașe de subordonare republicană:
  - Tiraspol, inclusiv Dnestrovsc
  - Bender (Tighina)

- Raionul Camenca:
  - Camenca

- Raionul Dubăsari:
  - Dubăsari

- Raionul Grigoriopol:
  - Grigoriopol

- Raionul Râbnița:
  - Râbnița

- Raionul Slobozia:
  - Slobozia